# Steinbach József
Steinbach József (Veszprém, 1964. június 21. –), a Magyarországi Református Egyház Dunántúli Református Egyházkerületének püspöke; a Magyarországi Református Egyház zsinatának lelkészi elnöke.

## Gyermekkor
Édesapja Steinbach József, édesanyja Brösztl Klára, mindketten a Herendi Porcelángyárban dolgoztak. Apja „a kétkezű munka és a fizikai aktivitás becsületére” tanította. Egy öccse van, aki 1968-ban született.
A szentgáli református egyházban keresztelték meg és ott is konfirmált 1977-ben.

## Tanulmányok
A Herendi Általános Iskolát 1978-ban fejezte be, majd a Balatonfüredi Kertészeti Szakközépiskolában érettségizett 1982-ben.
Az érettségit követően két évet dolgozott Veszprémben, majd 1984-től  „előfelvett” református teológiai hallgatóként másfél év katonai szolgálatot teljesített.
A Budapesti Református Teológiai Akadémián 1990-ben tette le az első lelkészképesítő vizsgát, majd 1991-ben a második lelkészképesítő vizsgát, megszerezve ezzel a református lelkészi oklevelet.
A Károli Gáspár Református Egyetem Hittudományi Karán 1999-ben középiskolai református vallástanári oklevelet szerzett, majd a Veszprémi Egyetem Bölcsészettudományi Karán, antropológia-etika-társadalomismereti szakon 2008-ban diplomázott.
A Károli Gáspár Református Egyetem Hittudományi karának doktori Iskoláját 2012-ben végezte el, a doktori címet 2019-ben nyerte el.

## Életútja

### Balatonalmádi és Balatonfűzfő lelkésze
Kovách Attila dunántúli püspök 1990. augusztus 1-vel rendelte ki segédlelkészi szolgálatra a Balatonalmádi-Balatonfűzfői Református Társegyházközségbe, ahol azóta is szolgál. A gyülekezet 1991-ben választotta lelkipásztorává.
A gyülekezeti szolgálat mellett 1999-től  óraadó tanár a Pápai Református Teológiai Akadémián a gyakorlati teológiai tanszéken, a homiletika a szakterülete. Rendszeresen ad elő az egyházkerületi gondnoki konferenciákon és Kárpát-medence szerte gyülekezetekben, intézményekben.
Gyakran végez evangelizációs szolgálatokat; évente többször ad elő a Károli Gáspár Református Egyetem Hittudományi Karán, a hatodévesek szemináriumán. Részt vesz a Doktorok Kollégiuma gyakorlati teológiai szekciójának munkájában is, ahol 2002 óta évente tart szakmai előadásokat.
Az évek során több tisztséget is betöltött: 1996-2000 között egyházmegyei missziói előadó volt a Veszprémi Egyházmegyében; majd 1996-tól egyházmegyei tanácsos, 1998-tól egyházkerületi tanácsos.
2002-től egyházmegyei lelkészi jegyző, 2006-tól egyházmegyei lelkészi főjegyző, majd 2007-től egyházkerületi lelkészi főjegyző.

### A Dunántúli református egyházkerület püspöke
2009-től a Dunántúli Református Egyházkerület püspöke; 2012-től a Magyarországi Egyházak Ökumenikus Tanácsának elnöke.
Rendszeresen publikál teológiai szaklapokban. Igehirdetéseket, bibliameditációkat; homiletikai szaktanulmányokat, fotómeditációk és novellaszilánkokat jelentet meg. A Dunántúli Református Egyházkerület kiadásában megjelent számos kötet szerkesztője, társszerkesztője. 2009-től 2022-ig vezette a Reformátusok Lapja hasábjain az Ige mellett rovatot.
A korszakos jelentőségű lelkipásztor, Farkas József életművének gondozója.
2023-tól a Pápai Református Teológiai Akadémia címzetes egyetemi tanára.

### A Zsinat lelkészi elnöke
2024. április 24-én a Magyarországi Református Egyház zsinata lelkészi elnökévé választotta.
Az új lelkészi elnök székfoglaló beszédében elmondta:
"Nem készültem erre a szolgálatra. Isten megtartó kegyelmében bízva, szeretett egyházunkért vállaltam el a jelölést. (...) Mindent igyekszem megtenni, mindent az Úrtól várva, minden testvéremben bízva, kérve az Úr erő feletti erejét; de kérnék támogatást, segítséget, türelmet, szeretetet, mindenekelőtt imádságot. (...)  Személyesen hálát adok Istennek, hogy mindenkor, minden nyomorúságom és gyarlóságom ellenére adott erőt odaadóan szolgálni. A konfliktusok között is vallom a krisztusi szelídség erejét."
Céljának tartotta a református egyház egységének tabuk nélküli megerősítését a bizalom jegyében.

## Családja
Veszprémben ismerte meg Cenkvári Klárát, akivel a szentgáli református templomban kötött házasságot. Felesége szociálpedagógus.
Két lányunk van, Sára (1992), és Borbála (1994).
Öccse Steinbach Attila szociálpedagógus és zeneterápiával foglalkozik.

## Díjai, elismerései
- Balatonfűzfő díszpolgára (2010. augusztus 20.)
- „Balatonalmádi Városért” Érdemrend (2014. augusztus 20.)
- A Magyar Érdemrend középkeresztje (2018. március 15.)
- „Balatonfűzfő Városért” Érdemrend (2020. augusztus 20.)
- Pápai Református Teológiai Akadémia, címzetes egyetemi tanár (2023. július 1.)

## Bibliográfia

### Válogatás műveiből
- A Gyakorlati Teológiai Szekció harminc éves kutatásának eredményei, A Magyar Református Homiletika eredményei és problémái 1972-2002 között, Budapest, 2003. (DC előadás, 2002.08.22.)
- Gondoljuk meg az Úr kegyelmes tetteit Szolgálat a Balaton partján, Igehirdetések, meditációk, tanulmányok és fordítások, Pápa, 2007. (2007.12.19.)
- Íme, most van az üdvösség napja 2Korinthus 6,2, REND-en elhangzott igehirdetés, Pápa, 2010. (2010.06.27.)
- Tágas tér Üzenetek a 18. zsoltárból, Pápa, 2011. (2011.04.22., nagypéntek)
- Vezess Napi áhítatok az Ige mellett, 2010. évfolyam, Pápa, 2011. (2011.12.13.)
- Szerezz értelmet Napi áhítatok az Ige mellett, 2009. évfolyam, Pápa, 2012. (2012.09.26.)
- Amire leginkább szükségünk van Mai üzenetek a Szentírásból Pál apostol Korinthusiakhoz írott második levelének első fejezete alapján, Balatonalmádi – Pápa, 2012. (2012.12.20.)
- Menjünk át Napi áhítatok az Ige mellett, 2012. évfolyam, Pápa, 2013. (2013.11.14.)
- Mélyebben Mai üzenetek a Szentírásból Pál apostol Korinthusiakhoz írott második levelének tizenkettedik fejezete alapján, Balatonalmádi – Pápa, 2014. (2014.03.10.)
- Őbenne, Krisztusban remélünk Cikluszáró püspöki jelentés 2009-2014, Szolgálati naplóval, Pápa, 2014.  (Körmend, 2014.06.19.)
- Őbenne, Krisztusban remélünk Cikluszáró püspöki jelentés 2009-2014, Szolgálati napló nélkül, Pápa, 2014.  (Körmend, 2014.06.19.)
- Rendben Igehirdetések a Református Egyházi Napokon, Dunántúlon, azaz a REND-en, 2008-2014 között, Pápa, 2014. (2014.07.06.)
- Figyelj Üzenetek a Példabeszédek könyve első kilenc fejezetéből, Pápa, 2014. (2014.12.19.)
- Végső tanulság Üzenetek a Prédikátor könyvéből, „Képmeditációk igeszerűen”, Pápa, 2015. (2015.06.05.)
- Erőt Napi áhítatok az Ige mellett, 2011. évfolyam, Pápa, 2015. (2015.12.04.)
- Isten dicsőségére Mai üzenetek a Szentírásból Pál apostol Korinthusiakhoz írott második levelének második fejezete alapján, Pápa, 2015. (2015.12.20.)
- Dietrich Bonhoeffer, Homiletika (fordítás és két magyarázó tanulmány), “Szólj” – Homiletikai tankönyvek 2., Pápa, 2016. (2016.03.25., nagypéntek)
- Hazavárlak Utazás a 25. zsoltárral, Pápa, 2016. (2016.05.27.)
- Szemem állandóan az Úrra néz Igehirdetések a balatonalmádi és balatonfűzfői templomban 1., Zsoltárok 25,15-18, 2016. május 8., Pápa, 2016. (2016.05.28.)
- Istenből szólunk Homiletikai tanulmányok, (az összes megjelent írás jegyzékével), Pápa, 2016. (2016.06.07.)
- Betölt az Úr Lelke Igehirdetések a balatonalmádi és balatonfűzfői templomban 2., Mikeás 3,5-8, 2016. május 16., Pápa, 2016. (2016.06.08.)
- Íme, jön Istenetek Víz fakad a szomjazó földön, Ézsaiás 35,4-7, “REND” igehirdetés Balatonfüreden, 2016. június 26., Pápa, 2016 (2016.06.24.)
- Megajándékozottak vagyunk Igehirdetések a balatonalmádi és balatonfűzfői templomban 3., 2Péter 1,3-8, 2016. május 22., Pápa, 2016. (2016.08.01.)
- Gyönyörködj az Úr törvényében Igehirdetések a balatonalmádi és balatonfűzfői templomban 4., Zsoltárok 1,1-6, 2016. május 29., Pápa, 2016. (2016.09.15.)
- Betelve az élettel Igehirdetések a balatonalmádi és balatonfűzfői templomban 5., 1Krónikák 23,1-6, 2016. június 12., Pápa, 2016. (2016.11.15.)
- Jó az Úr Igehirdetések a balatonalmádi és balatonfűzfői templomban 6., Zsoltárok 34,2-11, 2016. június 19., Pápa, 2016. (2016.11.15.)
- Mennyi mindenünk van püspöki igehirdetések a 2015. esztendőből szolgálati naplóval, Pápa, 2016. (2016.12.05.)
- Az egyházról Igehirdetések a balatonalmádi és balatonfűzfői templomban 7., Ézsaiás 35,3-7, 2016. július 10., Pápa, 2017. (2017.01.28.)
- Minden dolgotok szeretetben Igehirdetések a balatonalmádi és balatonfűzfői templomban 8., 1Korinthus 16,10-18, 2016. július 17., Pápa, 2017. (2017.03.16.)
- Megváltottalak I. Napi áhítatok az Ige mellett, 2013. évfolyam első félév, Pápa, 2017. (2017.03.16.)
- Megváltottalak II. Napi áhítatok az Ige mellett, 2013. évfolyam második félév, Pápa, 2017. (2017.08.07.)
- Örömmel I. Napi áhítatok az Ige mellett, 2017. évfolyam első félév, Pápa, 2017. (2017.09.19.)
- Fordulj Hozzánk, Uram! Igehirdetések a balatonalmádi és balatonfűzfői templomban 9., Zsoltárok 90., 2016. július 24., Pápa, 2017. (2017.09.22.)
- Fordulj hozzánk, Uram! Püspöki igehirdetések a 2016. esztendőből szolgálati naplóval, Pápa, 2017. (2017.12.15.)
- Újjá lesz I. Püspöki igehirdetések a 2017. esztendő első félévéből, szolgálati naplóval. Sámuel első könyvének magyarázata (1–17 fejezetek), Pápa, 2018. (2018.02.01.)
- Édességet! Napi áhítatok az Ige mellett, 2014. évfolyam, Pápa, 2018. (2018.04.10.)
- Örömmel II. Napi áhítatok az Ige mellett, 2017. évfolyam második félév, Pápa, 2018. (2018.04.16.)
- Újjá lesz II. Püspöki igehirdetések a 2017. esztendő második félévéből, szolgálati naplóval. Sámuel első könyvének magyarázata (18-31 fejezetek), Pápa, 2018. (2018.04.29.)
- Halomra hasítva Képmeditációk igeszerűen, Pápa, 2018 (2018.05.09.)
- Sasok és fecskék REND igehirdetés Kaposváron 2018. július 1-én Pápa, 2018 (2018.06.25.)
- Nézzünk fel! I. Püspöki igehirdetések a 2018. esztendő első félévéből Szolgálati naplóval Pál levele a filippiekhez (1,1–3,9) Pápa, 2018. (2018.09.28.)
- Magasztaljuk dicsőséges kegyelmét! Püspöki jelentés, 2018. október 12. Szolgálati naplóval Pápa, 2018. (2018.10.12.)
- Karácsonyi üzenet Karácsonyi leporelló lisszaboni híddal (A 2016. évi szőlős., 2017. évi színes karikás karácsonyi üzenetek folytatása) Pápa, 2018. (2018.12.13.)
- Kezességet I. Napi áhítatok az Ige mellett 2015. évfolyam első félév Pápa, 2018. (2018.12.21.)
- Nézzünk fel! II. Püspöki igehirdetések a 2018. esztendő második félévéből Szolgálati naplóval Pál levele a filippiekhez (3,10–4,23) Pápa, 2019. (2019.02.18.)
- Esőben I. Napi áhítatok az Ige mellett 2016. évfolyam első félév Pápa, 2019. (2019.03.11.)
- Esőben II. Napi áhítatok az Ige mellett 2016. évfolyam második félév Pápa, 2019. (2019.04.16.)
- Balla Ibolya, Steinbach József Az Úr napja Magyarázatok és igehirdetések Jóel próféta könyvéhez Biblia – magyarázat – igehirdetés (sorozat) Pápa, 2019. (2019.06.04.)
- Kezességet II. Napi áhítatok az Ige mellett 2015. évfolyam második félév Pápa, 2019. (2019.06.18.)
- Kelj föl! I. Napi áhítatok az Ige mellett 2018. évfolyam második félév Pápa, 2019. (2019.08.01.)
- Énekek éneke Magyar Református Presbiteri Szövetség Budapest, 2019. (2019.08.09.)
- Az Úr hegyén a gondviselés Püspöki jelentés, 2019. október 10., Celldömölk Pápa, 2019. (2019.10.08.)
- Kelj föl! II. Napi áhítatok az Ige mellett 2018. évfolyam második félév Pápa, 2019. (2019.10.08.)
- Mindenkor bízunk! I. Pál második levele a korinthusiakhoz (1–4. fejezetek) Püspöki igehirdetések a 2019. esztendő második negyedévétől (szolgálati naplóval a további kötetekben) 2009–2019. között elhangzott igehirdetések felhasználásával Pápa, 2019. (2019.12.10.)
- Karácsonyi üzenet Karácsonyi leporelló herendi vázával (A 2016. évi szőlős; 2017. évi színes karikás; 2018. évi lisszaboni hidas karácsonyi üzenetek folytatása) Pápa, 2019. (2019.12.10.)
- Mindenkor bízunk! II. Pál második levele a korinthusiakhoz (5–8. fejezetek) Püspöki igehirdetések a 2019. esztendő második negyedévétől Pápa, 2020. (2020.04.08.)
- Reménységet! I. Napi áhítatok az Ige mellett 2019. évfolyam első félév Pápa, 2020. (2020.05.12.)
- Reménységet! II. Napi áhítatok az Ige mellett 2019. évfolyam második félév Pápa, 2020. (2020.05.29.)
- Mindenkor bízunk! III. Pál második levele a korinthusiakhoz (9–13. fejezetek) Püspöki igehirdetések a 2019. esztendő negyedik negyedévétől a 2020. esztendő első negyedévéig. Pápa, 2020. (2020.08.11.)
- Készítsétek az Úr útját Püspöki jelentések és beszámolók (2009-2020) Pápa, 2020. (2020.08.18.)
- Erősek vagyunk az Isten kezében Cikluszáró püspöki jelentés Herend, 2020. szeptember 3. Pápa, 2020. (2020.08.28.)
- Mindennapi a nem mindennapiért Napi áhítatok az Ige mellett 2020. évfolyam Pápa, 2020. (2020.11.17.)
- Nyilvánvalóvá lett Karácsonyi üdvözlet – 2020. (2020.11.27.)
- Életnek forrása Üzenetek a Példabeszédek könyve tizedik fejezetéből Pápa, 2021. (2021.01.28.)
- Balla Ibolya, Steinbach József Mily kedvesek a te hajlékaid Magyarázatok és igehirdetések a kórahita zsoltárok alapján Biblia – magyarázat – igehirdetés (sorozat), 2. Pápa, 2021 (2021.03.19.)
- Hála Napi áhítatok az Ige mellett 2021. évfolyam Pápa, 2021. (2021.04.23.)
- Vezess hűségesen, szabadító Istenem! Püspöki jelentés Pápa, 2021. október 9. Pápa, 2021. (2021.09.29.)
- Felemelten A Kossuth Rádióban elhangzott reggeli imádságok Pápa, 2021. (2021.11.30.)
- Karácsonyi üzenet – Áldott nyilvánvalóság Pápa, 2021. (2021.11.30.)
- Karácsonyi üzenet – Boszporusz-híd Pápa, 2021. (2021.12.15.)
- Megmenteni Életmentő örömüzenetek Márk evangéliumának első nyolc fejezetéből Pápa, 2021. (2022.02.10.)
- Legyetek alázatosak Püspöki igehirdetések a 2009. esztendőből – püspöki szolgálati naplóval Pápa, 2022. (2022.02.24.)
- Láttuk az Ő csillagát Igehirdetések az ökumenikus imahéten 2002 januárjában Máté 2,1–12 Pápa, 2022. (2022.03.27.)
- Örüljetek az Úrban!  Mindenkor örülni!? „REND” igehirdetés Pápán Filippi 4,4 2022. július 2. Pápa, 2022. (2022.06.10.)
- Amikor este lett  Jézus lecsendesíti a tengert Pápa, 2022. (2022.06.27.)
- Istennél lehetséges A gazdag ifjú Pápa, 2022. (2022.06.29.)
- Őrízzen meg Téged! Püspöki jelentés 2022. október 8., Balatonfüred Pápa, 2022. (2022.09.29)
- Karácsonyi üzenet – Hála Pápa, 2022. (2022.12.05.)
- Karácsonyi üzenet – Összegyűjtöm Pápa, 2022. (2022.12.05.)
- Hűséges cseresznyefánk Meditációs imádságok a Kossuth Rádióban Pápa, 2022. (2022.12.19.)
- Jóra fordította sorsunkat az Úr Rövid áhítatok Jób könyve alapján Pápa, 2023. (Pápa, 2023.03.31.)
- Kamarás István, Steinbach József Meghívás beszélgetésre Pápa, 2023. (Pápa, 2023.06.06.)
- Kegyelem veletek! Püspöki igehirdetések a Dunántúlon Pál apostol Timóteushoz írt második levele alapján, a 2021–2022. esztendőben Pápa, 2023 (2023.07.31.)

### Válogatás szerkesztéseiből
- Az égig érő templomtorony Dunántúli templommesék, szerk. Steinbach József, Pápa, 2009
- "A Te Igéd igazság" 87 dunántúli prédikáció, szerk. Köntös László, Steinbach József, Dunántúli Református Egyházkerület Tudományos Gyűjteményei, Pápa, 2009
- Dr. Boross Géza, Lásd, hited tőle mit várhat Esketési igehirdetési vázlatok, szerk. Steinbach József, Pápa, 2010
- A Dunántúli Református Egyházkerület jegyzőkönyvei és püspöki beszámolói szerk. Köntös László és Steinbach József 2009 Pápa, 2010.
- Lukács evangéliuma 149 dunántúli prédikáció, szerk. Köntös László, Steinbach József, Dunántúli Református Egyházkerület Tudományos Gyűjteményei, Pápa, 2010
- Egy éven át Farkas Józseffel Igehirdetések, meditációk, szerk. Steinbach József, Pápa, 2011
- A Dunántúli Református Egyházkerület jegyzőkönyvei és püspöki beszámolói 2009-2010, szerk. Steinbach József és Köntös László, Pápa, 2011
- Zsoltárok könyve 159 dunántúli prédikáció, szerk. Köntös László, Steinbach József, Dunántúli Református Egyházkerület Tudományos Gyűjteményei, Pápa, 2011
- Jubileumi programfüzet szerk. Steinbach József, Köntös László, Pápa, 2012
- Istentisztelet ecsettel Mátyás Lajos akvarelljei, 351 dunántúli református templom, szerk. Steinbach József , Pápa, 2012
- "Szenvedjétek el egymást szeretetben" 68 dunántúli esketési igehirdetés, szerk. Köntös László, Steinbach József, Dunántúli Református Egyházkerület Tudományos Gyűjteményei, Pápa, 2012
- Farkas József, Nem csüggedünk Válogatás Pál apostol második korinthusi levele alapján elhangzott prédikációkból, szerk. Somhegyiné Farkas Judit, Steinbach József, Pápa, 2013
- „Isten Fia magának egy kiválasztott gyülekezetet gyűjt egybe” Ünnepi kötet Dr. Márkus Mihály püspök-professzor 70. születésnapja tiszteletére, szerk. Steinbach József, Pápa, 2013
- Megjelent az Isten üdvözítő kegyelme Hetvenkét dunántúli igehirdetés a karácsonyi ünnepkörből, szerk. Köntös László, Steinbach József, Dunántúli Református Egyházkerület Tudományos Gyűjteményei, Pápa, 2013
- "Legyenek láthatóvá tetteid szolgáidon" Nyugdíjas dunántúli lelkipásztorok igehirdetései, szerk. Köntös László, Steinbach József, Dunántúli Református Egyházkerület Tudományos Gyűjteményei, Pápa, 2014
- Dr. Boross Géza, Homiletika, „Szólj” Homiletikai tankönyvek 1. kötet, szerk. Steinbach József, Pápa, 2015
- Lélekben és igazságban 41 dunántúli lelkipásztor igehirdetése a samáriai asszony történetéről, szerk. Köntös László, Steinbach József, Dunántúli Református Egyházkerület Tudományos Gyűjteményei, Pápa, 2015
- Farkas József, Nem vagy messze Isten országától Válogatás a Márk evangéliuma alapján elhangzott prédikációkból, szerk. Somogyiné Farkas Judit, Steinbach József, Pápa, 2015
- Dietrich Bonhoeffer: Homilatika, „Szólj” Homiletikai tankönyvek 2. kötet, szerk., ford. Steinbach József, Pápa, 2016
- REND programfüzet 2016 Balatonfüred, szerk. Steinbach József, Pápa, 2016
- A könyörülő Isten 31 dunántúli lelkipásztor igehirdetése a Róma 9,16-ról, szerk. Köntös László, Steinbach József, Dunántúli Református Egyházkerület Tudományos Gyűjteményei, Pápa, 2016
- "A késő idők emlékezetében éljenek..." A Dunántúli Református Egyházkerület lelkészi önéletrajzai, 2015. Jubileumi kötetek 3., szerk. Köntös László, Steinbach József, Forrai Beatrix, Pápai Református Gyűjtemény, Pápa, 2016 (A Pápai Református Gyűjtemények kiadványai. Forrásközlések)
- Farkas József, Több az élet I. A Reformátusok Lapjában 1957-1964 között megjelent cikkek, szerk. Somhegyiné Farkas Judit, Steinbach József, Pápa, 2016
- Határidőnapló 2017-re Határidőnaplók szerk. Köntös László, Steinbach József, 2010–2017 között Pápa, 2016.
- Nagy Lajos, Igék hétköznapokra I-VII Kórházi csendespercek, meditációk a Veszprémi Kórház Belgyógyászati Centrumában, szerk. Steinbach József, Pápa, 2011-2017
- Farkas József, Több az élet II. A Reformátusok Lapjában 1965-1972 között megjelent cikkek, szerk. Somhegyiné Farkas Judit, Steinbach József, Pápa, 2017
- Farkas József, Több az élet III. A Reformátusok Lapjában 1973-1980 között megjelent cikkek, szerk. Somhegyiné Farkas Judit, Steinbach József, Pápa, 2017
- „Jézus Krisztus tegnap, ma és mindörökké ugyanaz” 76 dunántúli lelkipásztor reformációi igehirdetése, szerk. Köntös László, Steinbach József, Pápa, 2017
- F. Craddock, A prédikálás, „Szólj” Homiletikai tankönyvek 3. kötet, szerk. Steinbach József, Pápa, 2017
- Határidőnapló 2018-ra szerk. Köntös László, Steinbach József, Pápa, 2017.
- Fred. B. Craddock Homiletika „Szólj!” – Homiletikai tankönyvek 3. szerk. Steinbach József, Pápa, 2018.
- REND programfüzet 2018 szerk. Köntös László, Steinbach József, Balatonfüred, 2018. június 29–július 1. Pápa, 2018.
- Eugene L. Lowry A homiletikai cselekmény „Szólj!” – Homiletikai tankönyvek 4. szerk. Steinbach József, Pápa, 2018. (2018.11.07.)
- DREK kártyanaptára 2019 Hat fotóval szerk. Steinbach József, Pápa, 2018. (2018.11.27.)
- „Tegyetek tanítvánnyá minden népet…” 55 dunántúli lelkipásztor keresztelési igehirdetése szerk. Köntös László, Steinbach József, Pápa, 2018. (2018.12.04.)
- Határidőnapló 2019. Köntös László, Steinbach József, Pápa, 2018. (2018.12.04.)
- A DREK falinaptára – 2019. szerk. Steinbach József, Pápa, 2018. (2018.12.07.)
- Farkas József Több az élet IV.  A Reformátusok Lapjában 1981–1988 között megjelent cikkek, szerk. Somhegyiné Farkas Judit, Steinbach József, Pápa, 2018. (2018.12.08.)
- Homiletikai szöveggyűjtemény I. Gyakorlati teológiai tanulmányok „Szólj!” – Homiletikai tankönyvek 6. kötet, szerk. Dr. Boross Géza, Nagy István és Steinbach József, Pápa, 2019. (2019.10.10–17.)
- Határidőnapló 2020. szerk. Köntös László, Steinbach József, Pápa, 2019. (2019.12.06.)
- „Én vagyok a feltámadás és az élet…” 83 dunántúli lelkipásztor temetési igehirdetése, szerk. Köntös László, Steinbach József, Pápa, 2019. (2019.12.10.)
- Dunántúli Református Falinaptár 2020 szerk. Steinbach József, (2020.01.10.)
- Farkas József Több az élet V. A Reformátusok Lapjában 1989–1999 között megjelent cikkek, szerk. Somhegyiné Farkas Judit, Steinbach József, Pápa, 2020. (2020.08.24.)
- Homiletikai szöveggyűjtemény II. Gyakorlati teológiai tanulmányok „Szólj!” – Homiletikai tankönyvek 7. kötet, szerk. Dr. Boross Géza, Nagy István és Steinbach József, Pápa, 2020. (2020.10.21.)
- Határidőnapló 2021 szerk. Köntös László, Steinbach József, Pápa, 2020. (2020.11.26.)
- „Az Úr beszéde megmarad örökké” 68 dunántúli református lelkipásztor igehirdetése a karantén idején, szerk. Köntös László, Steinbach József, Pápa, 2020. (2020.12.01.)
- Homiletikai szöveggyűjtemény III. Gyakorlati teológiai tanulmányok „Szólj!” – Homiletikai tankönyvek 8. kötet, szerk. Dr. Boross Géza, Nagy István és Steinbach József, Pápa, 2021. (2021.04.22.)